# Johannes Vares
Johannes Vares (Pärsti, 12 de enero de 1890 - Tallin, 29 de noviembre de 1946) fue un poeta, médico y político estonio y soviético, primer presidente del Sóviet Supremo de la RSS de Estonia entre 1940 y 1946.

## Biografía
Johannes Vares, cuyo nombre de pila era Johannes Barbarus, nació el 12 de enero de 1890 en la villa de Kiisa (actual Pärsti), condado de Viljandi, gobernación de Livonia. Después de completar la educación básica en el gimnasio de Pärnu, donde coincidiría con Jüri Uluots y Johannes Semper, obtuvo en 1914 la licenciatura en medicina por la Universidad de Kiev.
Empezó a ejercer como médico militar, primero en la Guerra Mundial para el ejército imperial ruso, y después en la guerra de independencia de Estonia para el ejército estonio.
Ya en una Estonia independiente, Vares compatibilizó la medicina en Pärnu con la escritura de poesía y una activa militancia en el socialismo estonio, siendo un miembro de la comunidad intelectual local. Buena parte de su obra en los años 1930 está influida por temas políticos, e incluso recopiló sus experiencias en los viajes que hizo a la Unión Soviética.
Cuando las tropas soviéticas ocuparon Estonia en junio de 1940, el dirigente Andréi Zhdánov obligó al presidente Konstantin Päts a nombrar a Vares como primer ministro de un gobierno títere comunista. Johannes asumió formalmente el liderazgo de la República Socialista Soviética de Estonia en agosto del mismo año, se afilió al Partido Comunista de la RSS de Estonia y ocupó la presidencia del Sóviet Supremo de la RSS de Estonia.
Durante la invasión alemana de Estonia en 1941, Vares tuvo que huir a la Unión Soviética y permaneció exiliado hasta que los soviéticos reconquistaron la república báltica en 1944.
Pese a haber regresado como presidente del Sóviet Supremo de la RSS de Estonia, su poder real estaba muy limitado y las autoridades soviéticas cuestionaban su papel en la guerra de independencia de 1918. Johannes Vares falleció el 29 de noviembre de 1946 en el palacio Kadriorg de Tallin, a los 56 años, en circunstancias aún no del todo esclarecidas; oficialmente se informó de una «breve enfermedad», pero la hipótesis más probable apunta al suicidio.